# Nonciature apostolique au Salvador
La nonciature apostolique au Salvador constitue la représentation officielle du Saint-Siège à San Salvador, où réside le nonce apostolique.

## Histoire
La nonciature apostolique au Salvador est établie depuis 1922. Le premier représentant du Saint-Siège à San Salvador fut Serafino Vannutelli en 1869 en tant que délégué apostolique.

## Représentants apostoliques à San Salvador

### Délégués apostoliques et internonces
- Serafino Vannutelli (1869-1875), également archevêque titulaire de Nicée

- Giovanni Battista Marenco (en) (1920-1921), également archevêque titulaire d'Édesse-en-Macédoine (de)
- Angelo Rotta (1922-1925), également archevêque titulaire de Thèbes (de)
- Giuseppe Fietta (1926-1930), également archevêque titulaire de Serdica (de)
- Carlo Chiarlo (1932-1933), également archevêque titulaire d'Amida (de)

### Nonces apostoliques
- Albert Levame (1933-1939), également archevêque titulaire de Chersonèse-en-Zechie (de)
- Giuseppe Beltrami (1940-1945), également archevêque titulaire de Damas (de)
- Giovanni Castellani (en) (1946-1951), également archevêque titulaire de Pergé (de)
- Gennaro Verolino (1951-1957), également archevêque titulaire de Corinthe
- Giuseppe Paupini (1957-1959), également archevêque titulaire de Sébastopolis-en-Abasgia (de)
- Ambrogio Marchioni (en) (1959-1964), également archevêque titulaire de Severiana (de)
- Bruno Torpigliani (1964-1968), également archevêque titulaire de Malliana
- Girolamo Prigione (1968-1973), également archevêque titulaire de Lauriacum (de)
- Emanuele Gerada (en) (1973-1980), également archevêque titulaire de Nomentum (de)
- Lajos Kada (1980-1984), également archevêque titulaire de Thibica (de)
- Francesco De Nittis (1985-1990), également archevêque titulaire de Tunes (de)
- Manuel Monteiro de Castro (1990-1998), également archevêque titulaire de Beneventum (de)
- Giacinto Berloco (1998-2005), également archevêque titulaire de Fidenae (de)
- Luigi Pezzuto (2005-2012), également archevêque titulaire de Turris-en-Proconsulaire (de)
- Léon Kalenga Badikebele (2013-2018), également archevêque titulaire de Magnetum (de)
- Santo Gangemi (2018-2022), également archevêque titulaire d'Umbriatico (de)
- Luigi Roberto Cona (en) (2022-en cours)[2], également archevêque titulaire d'Oppidum Consilinum (de)